# Landschaftsschutzgebiet Olsberg

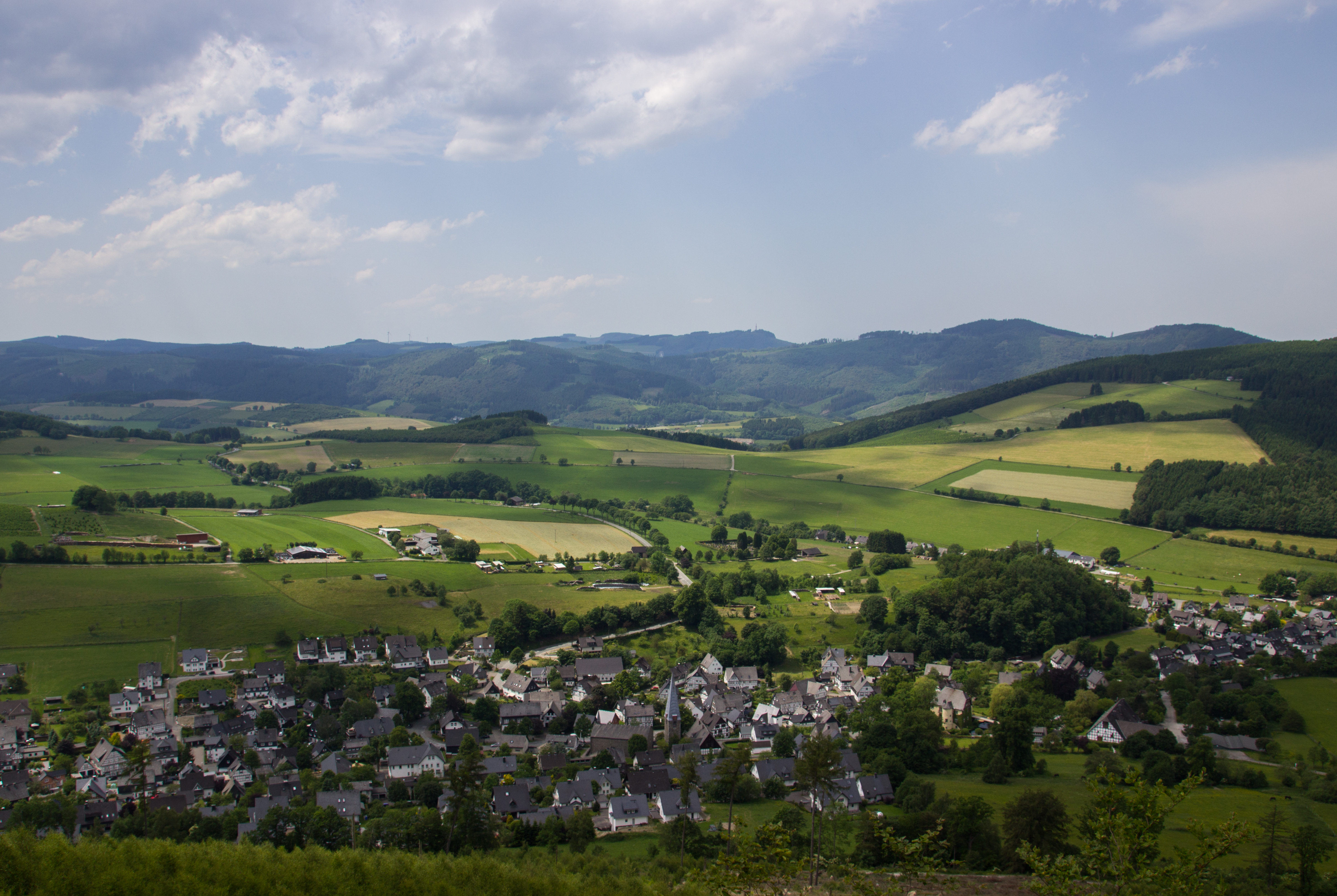
Typisches Bild für das Landschaftsschutzgebiet Olsberg, wo die bewaldeten Berge zum LSG Olsberg gehören und die Offenlandbereiche zu einem anderen LSG

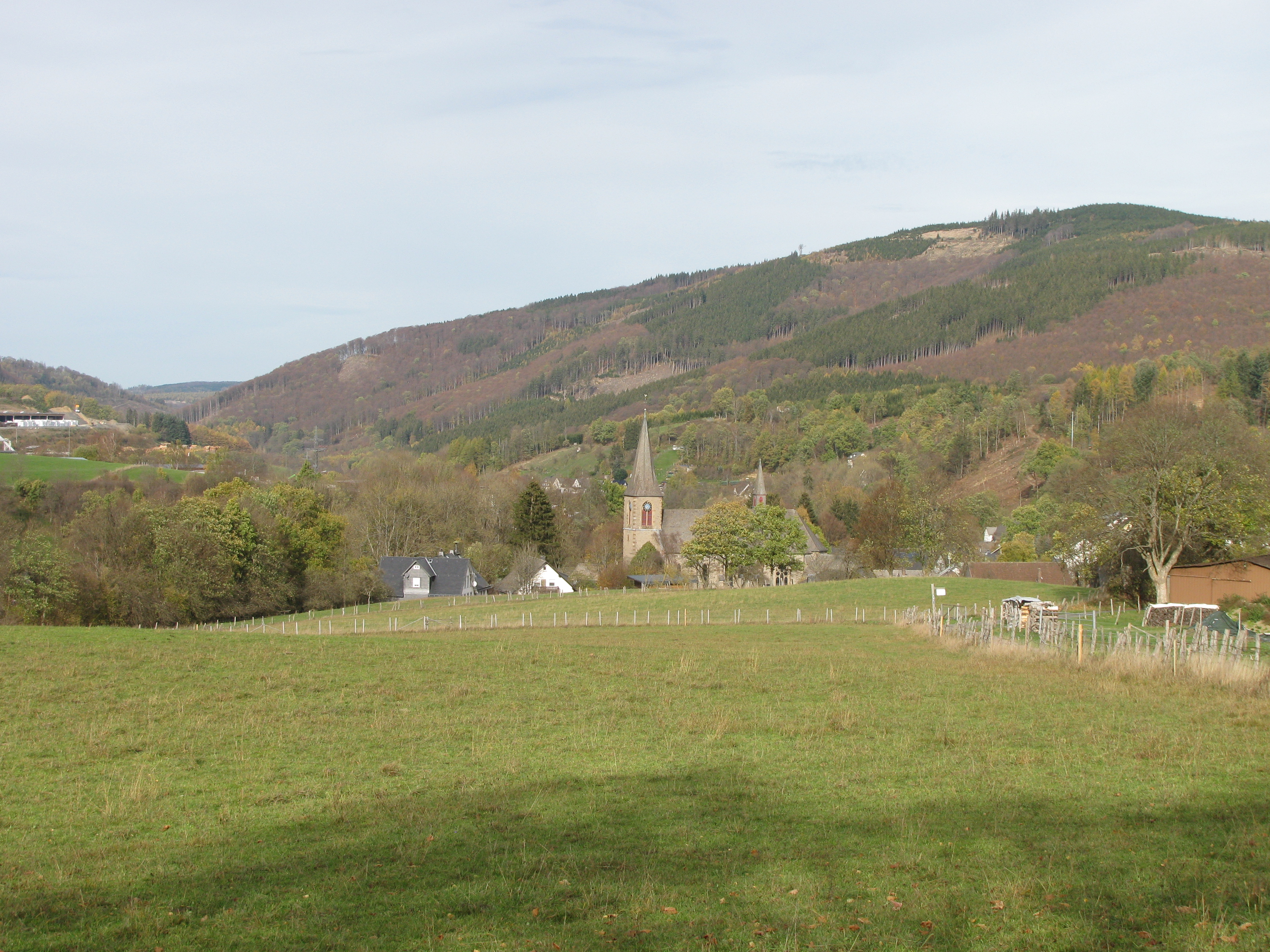
Landschaftsschutzgebiet Olsberg bei Assinghausen

Das Landschaftsschutzgebiet Olsberg mit 7.947,1 ha Flächengröße liegt im Stadtgebiet von Olsberg. Das Gebiet wurde 2004 vom Kreistag des Hochsauerlandkreises mit dem Landschaftsplan Olsberg als Landschaftsschutzgebiet (LSG) ausgewiesen. Das LSG wurde als LSG vom Typ A, Allgemeiner Landschaftsschutz ausgewiesen. Im Stadtgebiet gibt es auch elf Landschaftsschutzgebieten vom Typ B Ortsrandlagen, Offenland- und Kulturlandschaftsschutz und elf vom Typ C, Wiesentäler, Schutz bedeutsamer Extensivgrünländer. Das LSG besteht aus zahlreichen Teilflächen und grenzt teilweise direkt an Siedlungsränder. Das LSG gehört vereinfacht nördlich der Ruhr zum Naturpark Arnsberger Wald und südlich der Ruhr zum Naturpark Sauerland-Rothaargebirge.

## Beschreibung
Das LSG umfasst großflächig alle Flächen in Olsberg, welche außerhalb vom Bebauungsbereich und anderen Schutzgebieten liegen. Im LSG liegen hauptsächlich Waldbereiche, ferner großflächige Bereiche mit Offenland (Grünland und Acker) und kleinere Bereiche mit Weihnachtsbaum-, Schmuckreisig- und Baumschul-Kulturen.

## Schutzzweck
Die Ausweisung erfolgte zur Sicherung und Erhaltung der natürlichen Erholungseignung und der Leistungsfähigkeit des Naturhaushaltes gegenüber den vielfältigen zivilisatorischen Ansprüchen an Natur und Landschaft.

## Rechtliche Vorschriften
Wie in den anderen Landschaftsschutzgebieten im Stadtgebiet besteht im LSG ein Verbot, Bauwerke zu errichten. Vom Verbot ausgenommen sind Bauvorhaben für Gartenbaubetriebe, Land- und Forstwirtschaft (§ 35 Abs. 1 Nr. 1 und 2 des Baugesetzbuches). Die Untere Naturschutzbehörde kann Ausnahmegenehmigungen für Bauten aller Art erteilen.
Es besteht das Gebot Erstaufforstungen, Weihnachtsbaum-, Schmuckreisig- und Baumschulkulturen sind mit unmittelbarem, deutlichem Anschluss an vorhandene, gehölzbestockte Flächen anzulegen. Soweit nach anderen Rechtsvorschriften eine Anpflanzungs- oder Aufforstungsgenehmigung erforderlich ist, unterliegt dieses Gebot der Einzelfallabwägung im Rahmen jener behördlichen Entscheidung.